# Cherno Samba
Cherno Samba (Banjul, 10 de janeiro de 1985) é um ex-futebolista gambiano-inglês que atuava como atacante.[carece de fontes?]

## Carreira
Nascido em Banjul, Samba, que é filho de um ex-goleiro da Seleção Gambiana, mudou-se para Watford, na Inglaterra, onde iniciou sua carreira futebolística em 2000, nas categorias de base do Millwall. Antes de assinar com o clube do sudeste de Londres, destacou-se pela média de gols quando atuava na St Joseph's Academy: em 32 jogos, o atacante fez 132 gols (média de 4,1 por partida). Seu desempenho chamou a atenção dos maiores clubes da Inglaterra - Manchester United (Samba é torcedor dos Red Devils) e Liverpool brigaram pela contratação do jovem atleta, oferecendo 2 milhões de libras ao Millwall, que não aceitou nenhuma das propostas e renovou o contrato de Samba por mais 3 anos.
Porém, a carreira do atacante, que não chegou a disputar nenhum jogo oficial pelos Leões (suas participações como profissional resumiam-se ao time reserva), começou a "naufragar" depois da renovação contratual com o Millwall, que dispensou Samba em 2004, e ele assinou com o Cádiz, da segunda divisão espanhola, pelo qual também nunca entrou em campo. Sua primeira partida oficial foi pelo Málaga B, na temporada 2005–06
Em agosto de 2006, voltou para a Inglaterra, desta vez para defender o Plymouth Argyle, assinando por 2 temporadas. A primeira de suas 13 partidas pelos Pilgrims foi em setembro, quando substituiu Reuben Reid e, 8 minutos depois, fez seu primeiro e único gol pelo clube (foi também o único gol dele no futebol inglês), que deu a vitória sobre o Coventry City. Em janeiro de 2007, foi emprestado ao Wrexham, onde atuou 3 vezes. Dispensado pelo Plymouth ao final da temporada, Samba ficou sem jogar por mais de um ano, regressando em agosto de 2008, assinando por 18 meses com o Haka (Finlândia), participando de 7 partidas.
Após períodos de experiência em Norwich City e Portsmouth, o atacante foi contratado pelo Panaitolikos, clube da segunda divisão grega, em fevereiro de 2010. Ele não disputaria nenhum jogo pela equipe, e ficou o restante do ano fora dos gramados. Ele passou novamente por períodos de experiência em 3 clubes das divisões inferiores do futebol inglês: Forest Green Rovers, Alfreton Town e Mansfield Town, porém não foi contratado em definitivo por nenhum. Em 2012, defendeu o Tønsberg em 11 partidas pela segunda divisão norueguesa e balançou as redes 2 vezes. Prejudicado por uma grave lesão no joelho, Samba não voltaria a atuar profissionalmente desde então, e em 2015, anunciou sua aposentadoria. Após deixar os gramados, estuda para ser treinador, inclusive fazendo estágios no Tottenham.

## Carreira internacional
Entre 2000 e 2005, Cherno Samba passou pelas equipes de base da Inglaterra (chegou inclusive a deixar Wayne Rooney no banco de reservas do Sub-17), porém não fez nenhum gol durante o período. Aceitou o pedido para defender a Seleção Gambiana em 2008, disputando 4 partidas, estreando contra a Libéria pelas eliminatórias da Copa de 2010. O único gol do atacante pelos Escorpiões foi no amistoso contra a Tunísia, realizado um dia antes de seu aniversário de 25 anos.
A última partida de Samba foi também em um amistoso, desta vez quando os gambianos enfrentaram o México, em junho de 2010. Chegou a ser relacionado para jogos das eliminatórias da Copa Africana de Nações de 2012, porém não entrou em campo nenhuma vez.

## Championship Manager
Samba é conhecido por sua participação no jogo de computador Championship Manager 01/02, onde chamou a atenção por seus atributos, que eram considerados um dos melhores na época Porém, o atacante afirmou que nunca jogara o CM.